# Gouwerechten

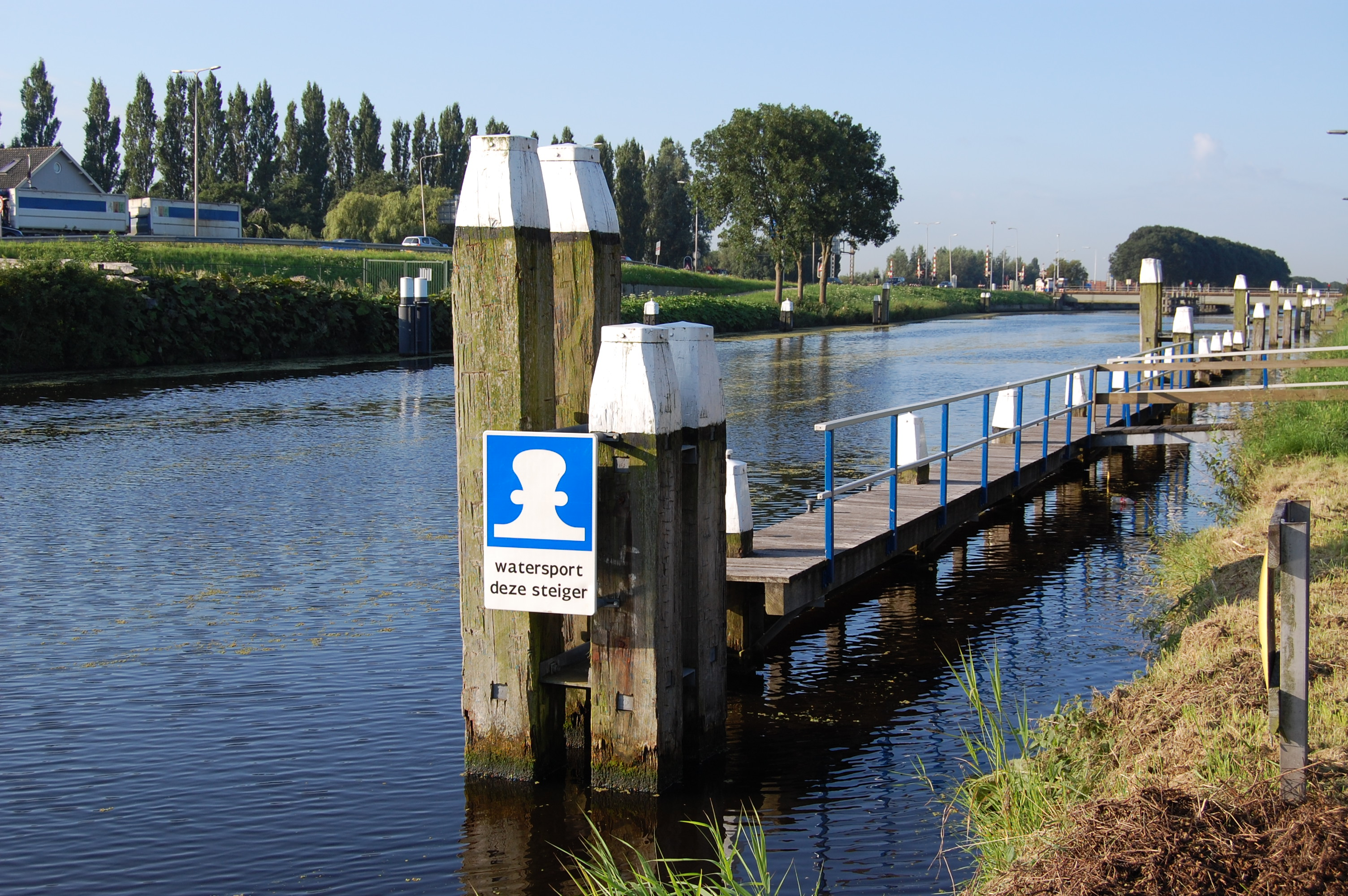
De remming voor het oude betaalkantoor voor de Gouwerechten te Gouwsluis

Gouwerechten zijn scheepvaartrechten die aanvankelijk aan de stad Gouda dienden te worden betaald voor het varen op de Gouwe. Al in de middeleeuwen moest worden betaald voor het doorkruisen van de stad; het zogenaamde ‘recht van doorvaart’.
In 1895 nam de provincie Zuid-Holland het beheer van de Gouwe als vaarwater over van de gemeente, met het daarlangs gelegen jaagpad, het pontveer over de Oude Rijn te Gouwsluis, compleet met veerhuis en jaagpaardenstal en de Turfsingel met oeververdedigingen te Gouda. Vanaf dat moment ging de provincie Gouwerechten innen. De gemeente Gouda ontving daarbij een schadeloosstelling voor de in 1869 en daarna aan de Gouwe binnen de stad uitgevoerde werken, plus een jaarlijkse uitkering voor het onderhoud daarvan.
In de 20e eeuw liet de provincie Zuid-Holland Gouwerechten betalen voor het passeren van de Julianasluis en Gouwsluis; vanaf 1936 werden ze geheven op de Julianasluis. Vanaf 1938 voor invarende schepen ook bij Gouwsluis. Deze heffing van de Gouwerechten werd onderdeel van de heffing van meerdere tolgelden en kanaalgelden en in de daartoe strekkende verordening door Provinciale Staten om de zoveel jaar bevestigd. Op basis van deze verordening werden, onder de naam kanaalgelden, rechten geheven voor het bevaren van enige in de verordening met name genoemde gedeelten provinciaal water.
Als gevolg van het besluit tot lastenverlichting werden met de intrekking van de Verordening op de heffing en invordering van kanaalgelden, vastgesteld bij besluit van 14 december 1972, nr. 34, zoals laatstelijk gewijzigd bij besluit van 15 maart 1996, nr. 3b, goedgekeurd bij Koninklijk Besluit van 24 mei 1996, nr. 96.002761 de Gouwerechten afgeschaft met ingang van 1 april 1998.